# Okres Keszthely

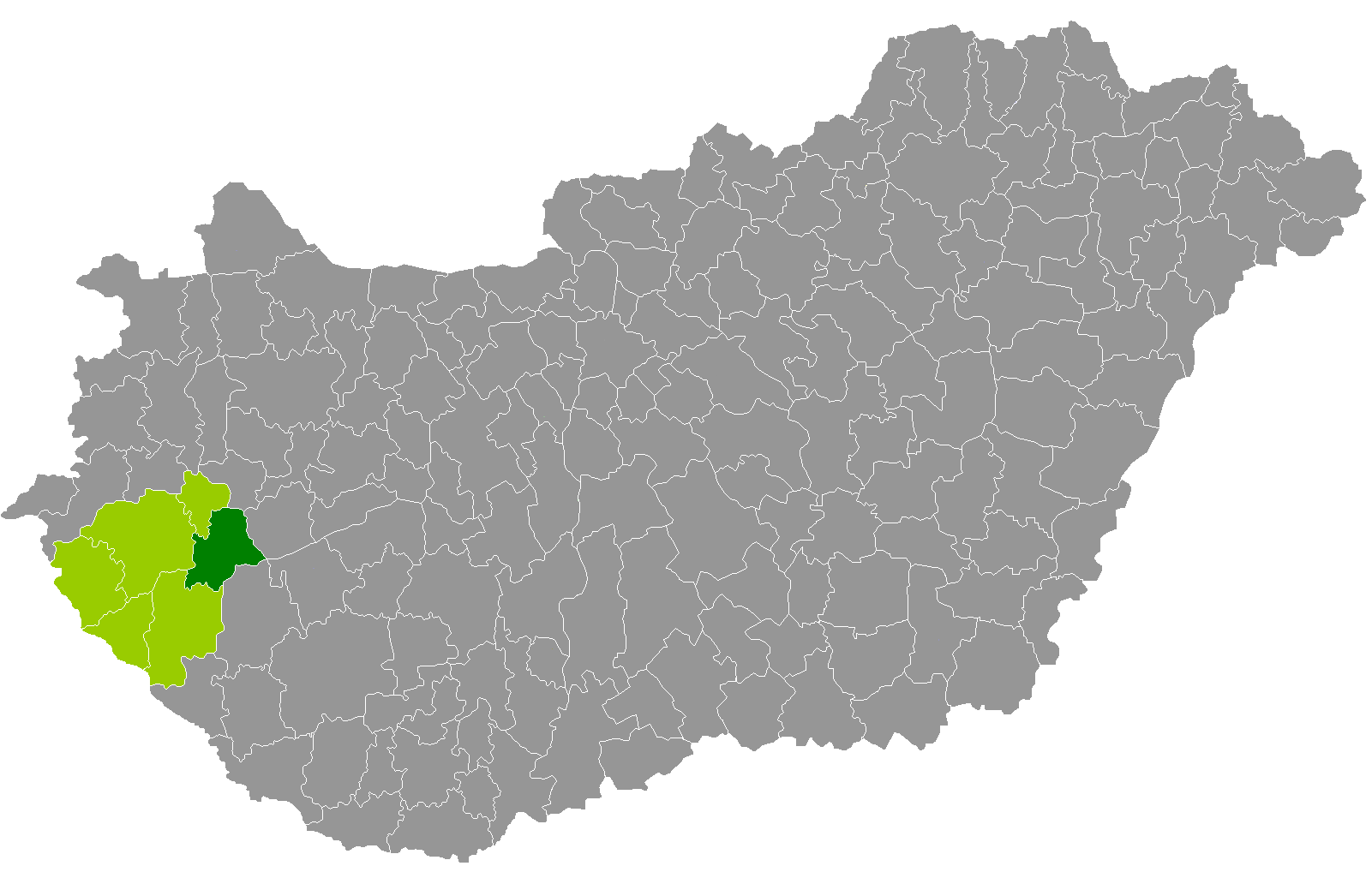
Okres Kesthely

Okres Keszthely (maďarsky Keszthelyi járás) je okres v Maďarsku v župě Zala. Jeho správním centrem je město Keszthely.
V roce 2013 byl okres značně rozšířen o obce ze zrušeného okresu Hévíz a o několik obcí ze zrušeného okresu Pacsa a z okresu Zalaszentgrót.

## Sídla
V tabulce uvedený počet obyvatel je ke dni 1. ledna 2013.
| Jméno obce        | Druh obce     | Obyvatel | Rozloha |
| ----------------- | ------------- | -------- | ------- |
| Keszthely         | okresní město | 20 382   | 75,98   |
| Hévíz             | město         | 4 663    | 8,31    |
| Gyenesdiás        | městys        | 3 568    | 18,50   |
| Vonyarcvashegy    | městys        | 2 178    | 14,28   |
| Alsópáhok         | vesnice       | 1 360    | 18,02   |
| Balatongyörök     | vesnice       | 1 021    | 37,59   |
| Bókaháza          | vesnice       | 286      | 6,70    |
| Cserszegtomaj     | vesnice       | 2 792    | 12,60   |
| Dióskál           | vesnice       | 474      | 19,63   |
| Egeraracsa        | vesnice       | 310      | 7,03    |
| Esztergályhorváti | vesnice       | 454      | 16,69   |
| Felsőpáhok        | vesnice       | 635      | 7,27    |
| Gétye             | vesnice       | 117      | 6,66    |
| Karmacs           | vesnice       | 822      | 14,22   |
| Ligetfalva        | vesnice       | 56       | 4,73    |
| Nemesbük          | vesnice       | 681      | 9,98    |
| Rezi              | vesnice       | 1 184    | 29,78   |
| Sármellék         | vesnice       | 1 829    | 35,37   |
| Szentgyörgyvár    | vesnice       | 298      | 11,65   |
| Vállus            | vesnice       | 135      | 21,80   |
| Várvölgy          | vesnice       | 1 041    | 25,04   |
| Vindornyafok      | vesnice       | 123      | 3,50    |
| Vindornyalak      | vesnice       | 81       | 4,51    |
| Vindornyaszőlős   | vesnice       | 327      | 10,55   |
| Zalaapáti         | vesnice       | 1 654    | 23,42   |
| Zalacsány         | vesnice       | 970      | 16,07   |
| Zalaköveskút      | vesnice       | 27       | 2,27    |
| Zalaszántó        | vesnice       | 965      | 37,73   |
| Zalaszentmárton   | vesnice       | 65       | 4,98    |
| Zalavár           | vesnice       | 886      | 31,07   |

Počty obyvatel a jiné údaje viz:
- Magyarország közigazgatási helynévkönyve 2013., KSH